# BINOC
BINOC (укр. БІНОК, рос. БИНОК від біологічні інокулянти) — лінія новітніх препаратів для передпосівного обробітку насіння різноманітних сільськогосподарських культур: технічних, просапних, зернових колосових, кукурудзи та соняшнику. В препаратах поєднані найкращі та перевірені засоби біологічного стимулювання росту рослин та контролю за шкідливими організмами.
Технологія виробництва інокулянтів для зернових та технічних культур є унікальною та належить найбільшому на території України біотехнологічному підприємству «Ензим».
Склад інокулянтів BINOC та їх дія були відпрацьовані в лабораторних та польових умовах впродовж 5 років. Ефективність дії та висока окупність комплексу доведена на практиці у всіх регіонах України, при різних технологіях вирощування зернових та технічних культур.
На сьогоднішній час розроблено інокулянти для наступних культур:
- зернові (озимі та ярі) — BINOC Зернові,
- кукурудза — BINOC Кукурудза (суха та рідка форми),
- соняшник — BINOC Соняшник (суха та рідка форми),
- інокулянт для технічних культур — BINOC ТК (рідка форма).

Сухі форми препаратів впускаться на основі тальково-графітної суміші. Що дозволяє проводити обробку насіння в мішках за тривалий час до висіву, або в сівалці безпосередньо перед висівом.

## Принцип дії препаратів
Розглянемо принцип дії інокулянтів на прикладі сої — культури, вирощування якої в промислових масштабах майже не відбувається без використання інокулянтів.
Ефект від використання інокулянтів для сої ґрунтується на трьох факторах:
- фіксація азоту з атмосфери;
- синтез рістстимулюючих речовин;
- індукування системної стійкості рослин до несприятливих умов вирощування.

Найзначнішим ефектом для сої є фіксація азоту. Саме від здатності рослини фіксувати цей макроелемент на 70-80 % залежить збільшення врожаю та економія ресурсів на його отримання. Тому іншим факторам приділяють значно менше уваги.
При застосуванні інокулянтів для зернових та технічних культур, ситуація змінюється. Тільки азотфіксація (в даному випадку доля азотфіксації в прибавці та економії не перевищує 30-35 %) не може забезпечити настільки потужний ефект. Але ззотфіксація разом з синтезом рістстимулюючих речовин та індукуванням системної стійкості рослин до несприятливих умов вирощування дозволяють отримати значне збільшення врожаю та економія ресурсів на його отримання.

## Ефективність
Результати досліджень демонструють, що при обробці насіння кукурудзи інокулянтом можна отримати підвищення її врожайності на 5-20 %, збільшення схожості — на 10-20 %, зниження втрат — до 30 % завдяки фунгіцидному ефекту.
У випадку з озимими зерновими — значне підвищення схожості (на 10-20 %), підвищення врожайності на 5-20 %, значне покращення якісті перезимівлі посівів озимих пшениці, жита, та ін.
При інокуляціі соняшника  забезпечується підвищення схожості (на 10-20 %) та збільшення кількість кореневих волосків, підвищення врожайність до 29,1 %.
Інокулювання забезпечує постійний захист сходів рослин від проростання до стану дорослої рослини, завдяки розмноженню та колонізації мікроорганізмами прикореневої зони. Мікроорганізми постійно виділяють біологічно активні речовини та конкурують за субстрат із шкодочинними бактеріями та грибами.

## Безпечність
Маючи біологічну природу, препарати є цілком безпечними та можуть використовуватись в органічному землеробстві.